# Киракосян, Барсег Артёмович
Барсе́г Артёмович Киракося́н (арм. Բարսեղ Արտյոմի Կիրակոսյան; род. 23 сентября 1982, Орджоникидзе) — российский и армянский футболист, полузащитник. Выступал за сборную Армении.

## Карьера

### Игровая
Играл во втором дивизионе за владикавказские «Иристон» и «Автодор», тольяттинскую «Ладу». В «Ладе» дебютировал в первом дивизионе, где выступал также за «КАМАЗ» и «Машук-КМВ». Играл на молодёжном турнире «Надежда». В январе 2009 года был куплен клубом премьер-лиги «Химки». Провёл в сезоне 2009 года 7 матчей в высшем дивизионе в составе подмосковного клуба. В конце августа был отдан в аренду до конца сезона в красноярский клуб второго дивизиона «Металлург» (названия в последующих сезонах — «Металлург-Енисей» и «Енисей»), а в следующем сезоне красноярцы выкупили его контракт и, не без его помощи, вышли в первый дивизион. На проходившем в Москве с 9 по 15 ноября Кубке ПФЛ команда заняла четвёртое место, а Киракосян был признан лучшим полузащитником турнира. В 2012 году в период летнего трансферного окна Киракосян покинул клуб, так как истёк срок контракта, и клуб не стал его продлевать. После этого играл во втором дивизионе за «Локомотив» (Лиски) и «Машук-КМВ».
Был капитаном молодёжной сборной Армении. 18 февраля 2004 года дебютировал в составе взрослой сборной Армении в товарищеском матче против венгерской команды.

### Тренерская
С 2016 года работал тренером во Владикавказе, с 2019 года — в Москве (футбольная школа «Воробьёвы горы»). С 2021 года — тренер в Московской футбольной академии (подразделения «Строгино» и «Рублёво»). Лучший детско-юношеский тренер Москвы 2022 года. В 2024 году — главный тренер команды «Строгино», которая стала серебряным призёром ЮФЛ-3.
В марте 2025 года стал главным тренером академии ФК «Родина», возглавил также команду Второй лиги «Родина-М». 5 августа 2025 года Зоран Зелькович покинул пост главного тренера «Родины», к ближайшему готовить команду было поручено Киракосяну.